# IFK Jönköping
IFK Jönköping var en idrottsförening i Jönköping i Sverige, vars damfotbollslag under 1990-talet spelade i Sveriges näst högsta division. Klubben bildades 1989 ur IK Tords damfotbollsverksamhet.
Klubben blev Småländska mästarinnor 1994, 1995 och 1997.
Laget kunde locka duktiga spelare från hela länet. 
Exempel på spelare genom åren har varit Sussi Johansson, Marie Berggren, Anna Karlsson.  
När laget lades ner inför 1998 års säsong uppgick verksamheten i IFK Öxnehaga.

### Fotnoter
1. ↑  Jimmy Lindahl (1 mars 2004). ”Maratontabell för damernas division I 1988-2003”. Bolletinen. http://www.bolletinen.se/sfs/pdf/stat_d_maraton_1988_2003_maratontab_f_damernas_div1.pdf. Läst 13 oktober 2013.
2. ↑  Peter Gustafsson (11 november 2009). ”IK Tord - en pigg 90-åring”. J-nytt. Arkiverad från originalet den 16 oktober 2013. https://web.archive.org/web/20131016060556/http://www.jnytt.se/ik-tord-en-pigg-90-aring. Läst 13 oktober 2013.
3. ↑  Jimmy Lindahl (1 mars 2004). ”Årsberättelse 2010”. Smålands Fotbollförbund. Arkiverad från originalet den 24 september 2015. https://web.archive.org/web/20150924102746/http://www.smalandsfotbollen.se/ImageVault/Images/id_41397/ImageVaultHandler.aspx. Läst 13 oktober 2013.
4. ↑  ”Ny tränare klar!”. Ormaryds IF. 1 mars 2013. Arkiverad från originalet den 22 oktober 2013. https://web.archive.org/web/20131022012355/http://www.proteamonline.se/customers/news_show.asp?Id=628&NewsId=294008. Läst 13 oktober 2013.